# 다루나비르
Prezista라는 상품명으로 판매되는 Darunavir(다루나비르(DRV))는 에이즈 치료 및 예방에 사용되는 항레트로바이러스제이다. 일반적으로 다른 항레트로바이러스제와 함께 사용할 것을 권장한다. 다루나비르의 역가를 밎추기 위해 위해 소량의 ritonavir나 cobicistat와 함께 종종 사용된다. 이 약은 바늘에 찔리는 부상이나 기타 잠재적 노출 후 예방에도 사용될 수 있다. 하루에 한 번에서 두 번 복용하며프로테아제 억제제(PI) 효과로 HIV 프로테아제를 차단해 효과가 있다.
일반적인 부작용으로는 설사, 메스꺼움, 복통, 두통, 발진, 구토 등이 있다. 심각한 부작용으로는 알레르기 반응, 간 질환, 중독성표피박리증 같은 피부 발진이 있다. 임신 중 사용에는 연구가 잘 되어있지 않지만, 아기에게 안전해 보인다.
다루나비르는 2006년 미국에서, 2007년 2월 유럽연합에서 의료용 허가를 받았고 세계보건기구의 필수 의약품 목록에 올라 있다. 고정된 용량의 복합약으로 약물 다루나비르/코비시스타트(Rezolsta)는 단일 알약으로 이용할 수 있다.

## 의학적 사용
다루나비르는 에이즈 연구 자문위원회(DHHS)가 과거에 HIV 치료를 받았는지 여부와 관계없이 성인 및 청소년을 대상으로 하는 추천되는 치료방법이다. HIV 치료를 받은 적이 없는 환자들을 대상으로 한 연구에서 다루나비르는 하루 1회 투약으로 96주차에서 lopinavir/ritonavir만큼 효과가 있었다. 그래서 이전에 HIV를 이전에 치료받지 않은 사람들에 대해 한에 2008년 10월 21일 FDA에 의해 승인되었다.다른 항레트로바이러스제와 마찬가지로 다루나비르는 HIV/AIDS를 치료하지 못하고 3세 이상 성인과 어린이의 인체면역결핍바이러스(HIV-1) 감염 치료를 위해 다른 항레트로바이러스제나 ritonavir와 공동 투여해 사용된다.

## 부작용
Darunavir를 복용하는 일반적으로 사람들은 큰문제가 없다. 발진이 가장 흔한 부작용(환자의 7%)이고 그 밖에 일반적인 부작용으로는 설사(2.3%), 두통(3.8%), 복통(2.3%), 변비(2.3%), 구토(1.5%) 등이 있다. 다루나비르 역시 알레르기 반응을 일으킬 수 있으며 리토나비르(ritonavir) 알레르기가 있는 사람도 다루나비르에 대한 반응을 보일 수 있다.
다루나비르와 같은 프로테아제 억제제 약을 복용하는 환자들에게서 고혈당, 당뇨병 또는 당뇨병의 악화, 근육통, 혈우병 환자의 출혈 증가가 보고되고 있다. 다리, 팔, 얼굴의 지방 손실, 복부 및 기타 내장기관의 지방 증가, 유방 확대, 목 뒷면의 지방 덩어리생성 등 HIV 약을 복용하는 환자들에게서 체지방의 변화가 관찰되고 있다. 이러한 부작용의 원인과 장기적인 건강 영향은 알려지지 않았다.

### 약물 상호작용
다루나비르는 다른 항레트로바이러스와 같은 HIV/AIDS와 양성자 펌프 억제제 및 H2 수용체 길항제 같은 항산화제를 복용중인 사람들이 일반적으로 복용하는 약물과 상호작용할 수 있다. St. John's wort(식물 이름)는 대사 효소 CYP3A에 의해서 다루나비르의 분해를 증가시킴으로써 다루나비르의 효과를 감소시킬 수 있다.

## 작용기전
다루나비르는 프로테아제(PR)의 비펩타이드 억제제로, 다수의 수소 결합을 통해 PR의 활성자리에 자신을 결합시킨다. 다루나비르는 HIV-1 프로테아제와의 상호작용을 강화시키고 HIV-1 프로테아제 돌연변이에 대한 내성을 높이기 위해 개발되었다. 4.5 x 10−12 M Kd(분해 상수)를 가지고 PR과의 상호작용이 훨씬 강하며 분해 상수는 다른 프로테아제 억제제의 1/100 ~ 1/1000이다. 이러한 강력한 상호작용은 PR 활성자리의 구조와 다루나비르 사이의 수소 결합 때문이다(그림 2). 다루나비르의 구조는 FDA가 개발하고 승인한 대부분의 PI보다 더 많은 수소 결합을 만들 수 있게 해준다. 게다가, HIV-1 프로테아제의 골격는 돌연변이 발생 시에도 같은 공간적 형태을 유지하고 있기에다루나비르는 프로테아제의 이 안정된 부분 과 상호작용하기에 PR-PI 상호작용은 돌연변이에 의해 방해될 가능성이 낮다.

Figure 3. Ribbon structure of PR with darunavir in active site: Structures colored as in Fig. 1. with certain residues partaking in hydrogen bonding further highlighted. The catalytic aspartates, 25 and 25’, are in orange and the other interacting residues in green. Right image is a magnified view of the image on the left (PDB 4qdb).

### 촉매 자리
HIV-1 프로테아제의 화학적 활성은 호모다이머의 각 사본에 하나씩 있는 활성자리의 두 가지 Asp25, Asp25’ 자리에 의존한다. 다루나비르는 수소 결합을 통해 아스파르트산 및 활성 부위의 뼈대와 상호작용하며, 특히 Asp25, Asp25', Asp 29, Asp 30, Asp 30' 및 Gly 27에 결합한다(그림 3). 이 상호작용은 바이러스성 폴리펩타이드들이 활성 자리에 접근하는 것을 경쟁적으로 억제하고 이 단백질의 효소 부분에 강하게 결합하기 때문에 바이러스 복제를 방지할 수 있다.

## 비용
미국과 영국의 경우, 치료 경험이 있는 환자 중 다른 단백질 분해효소 억제제보다 다루나비르 사용 시 의료비가 더 낮은 것으로 추정되었다.

## 역사

Figure 2. Hydrogen bonds between darunavir and HIV-1 protease: The bonds with the red residues indicate hydrogen bonds that are also present between the PI saquinavir and HIV-1 protease. The hydrogen bonds with the blue residue are unique to darunavir.

다루나비르는 2006년 6월 미국에서, 2007년 2월 유럽연합에서 사용 승인을 받았다.
1세대 임상 억제제의 개발은 수소 결합과 소수성 상호작용을 통해 많은 단백질 분해효소-리간드 상호작용을 생성하는 데 기반을 두었다. FDA가 승인한 최초의 HIV 프로테아제 억제제는 HIV-1의 프로테아제를 목표로 설계된 사퀴나비르였다.그러나 사퀴나비르는 HIV-1 프로테아제의 돌연변이시 효과가 적었고 HIV 유전자들은 가소성이 높아서 여러 HIV-1 프로테아제 억제제에 내성을 가질 수 있었다. 그래서 사퀴나비르 이후 FDA는 다루나비르를 포함한 여러 프로테아제 억제제를 승인했다.